# Isla San José (Texas)
Isla San José es una isla en la costa del golfo de Texas en los Estados Unidos. La isla es de aproximadamente 21 millas (34 kilómetros) de largo y 5 millas (8 km) de ancho. La isla está orientada en general en sentido noreste-suroeste, con el golfo de México en el este y al sur, la bahía de Aransas en el oeste, y la bahía Mesquite en el norte. En el extremo sur de la isla esta el pasaje de Aransas (que no debe confundirse con la ciudad de Aransas Pass, que está en el continente). El pasaje de Aransas está protegida por espigones que se extienden hasta el golfo. El extremo norte de la isla solía estar separado de la isla Matagorda.
Aunque la isla ha sido sede de fuertes militares y pueblos en el pasado, está prácticamente deshabitada en la actualidad.